# Atemptat del Caire de desembre de 2016
L'atemptat del Caire de desembre de 2016 tingué lloc l'11 de desembre del 2016 al Caire contra l'església de Sant Pere i Sant Pau, on moriren 24 persones. L'església copta de Sant Pere i Sant Pau es troba al costat de la Catedral de Sant Marc, la seu de l'Església Ortodoxa Copta. La catedral, que es troba en renovació, és l'església que acull el culte actualment. Cap a les 10 h, hora local, una bomba de TNT esclatà durant la missa de diumenge matí. L'explosió tingué lloc prop d'un dels pilars del costat dret de l'església, que fou rebentat. Els vitralls de l'església s'esmicolaren. La violència de l'explosió se sentí a tot el barri.

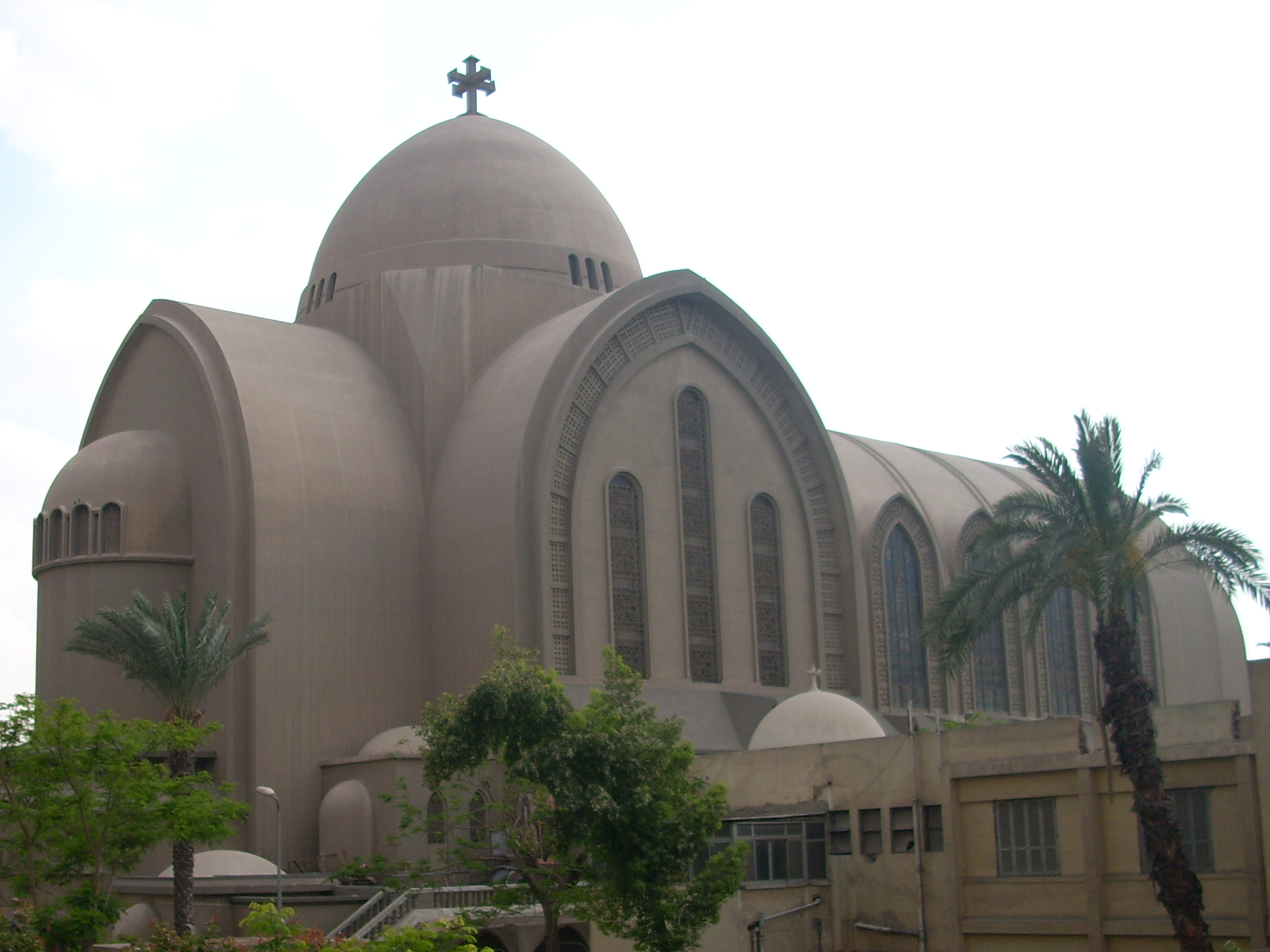
La Catedral de Sant Marc, prop del lloc dels fets

L'atemptat té lloc dins d'un context de desconfiança de la comunitat copta, la minoria religiosa més gran del país (un 10% de la població), envers el poder del mariscal Abdel Fattah al-Sissi. El 2013 els coptes donaren suport majoritàriament a la caiguda del president islamista Mohamed Morsi per l'exèrcit i l'arribada al poder del mariscal, que semblava prometre'ls més seguretat. Aquest suport els valgué, tanmateix, les represàlies dels partidaris del president derrocat i, entre el 2013 i el 2016, prop de 42 esglésies foren atacades per part dels musulmans (37 d'elles incendiades), centenars de comerços i propietats cristianes saquejats. La incapacitat del poder per lluitar eficaçment contra aquests atacs provocà la rancor dels coptes, que es veuen desprotegits contra la violència islamista.